# テンジクアオイ属
テンジクアオイ属 (天竺葵属、Pelargonium) とはフウロソウ科に属する植物の属。

## 属名の由来
ギリシャ語の「こうのとり（pelargo）」に由来し、果実に錐状の突起があり、こうのとりのくちばしに似ているためである。あまり使われないようではあるが「stork's bill（こうのとりのくちばし）」という英名がある。なお、和名の天竺葵は、「天竺」はインド産でなく、外国から来た珍しい植物という意味から、「葵」は葉に輪のような紋が見えることから名づけられた。

## 性状
多年草や半低木のものが多いが、一年草もある。また、多肉植物や匍匐性、蔓性になるものがある。約230種が知られており、種の大部分は亜熱帯、熱帯に分布し、半耐寒性のものが多い。葉は普通対生または螺旋状につき、単葉で、掌状もしくは羽状の切れ込みや鋸歯のあるものが多く、無毛のものと有毛のものがあり、強いにおいのあるものが多い。花は直立した茎の先につき、5枚の花弁があり、がくも5裂する。花の色は、赤・ピンク・白・藤色・紫・オレンジ色・サーモンピンクなどがあり、絞りや覆輪・星形模様などの複色花もある。一部八重咲きの品種もある。
ほとんどの園芸種は、南アフリカ原産のいくつかの原種の交配によって作成されたもので、約20の種から数千の品種が作られている。ヨーロッパにはプラントハンターのフランシス・マッソンにより18世紀に南アフリカから持ち込まれた。

## 呼称について
普通、園芸植物として栽培されるものはゼラニウムと総称されるが、紛らわしいことに、ゼラニウムとは同じ科のゲンノショウコなどが含まれるフウロソウ属 (Geranium) のことでもある。この2つの属に属する植物は元は Geranium 属にまとめられていたが、1789年に多肉質の Pelargonium 属を分離した。園芸植物として栽培されていたテンジクアオイ類はこのときに Pelargonium 属に入ったのであるが、古くから Geranium （ゼラニウム、ゲラニウム）の名で親しまれてきたために、園芸名としてはゼラニウムの呼び名が残ったのである。園芸店などでも、本属植物の一部をラテン名で ペラルゴニウム (Pelargonium) で呼び、その一方で本属植物の一部を「ゼラニウム」と呼んでいることがあり、これらは同じ属に属する植物であるにもかかわらず（主に園芸面では）全然別の植物のような印象を与えるような呼称が使われている。ペラルゴニウムとゼラニウムを意識的に区別している場合は、ペラルゴニウム属のうち一季咲きのものをペラルゴニウム、四季咲きのものをゼラニウムとしているようである。
最初に栽培されたのは南アフリカ原産の Pelargonium triste である。
バラを思わせる芳香を持つPelargonium graveolens は、ゼラニウム、ローズゼラニウム、貧乏人のバラ（英語：poor-man's rose）と呼ばれ、和名は「匂い天竺葵」。香水や香料の原料として昔から栽培されていた。

## 栽培
日当たりと風通しのよい場所を好む。雨に当てると茎葉や花が腐りやすいので、鉢植えであれば、長雨の時期は軒下などへ移動させる。庭植えの場合は、梅雨時期に株を切り戻しておく。弱アルカリ性（pH7.0～）の土壌を好むので、花壇や鉢土にはあらかじめ苦土石灰を混ぜて、pHを調整しておく。
植えつけ、 植え替えは、真夏と冬を除き、必要に応じて行うことができる。根詰まりや根腐れ気味のときに、根鉢をほぐして植え替える。
増やしたい場合はさし芽を利用する。春と秋に、切った枝を用いて天芽ざしまたは管ざしをすることができる。梅雨時期にさし芽を行うときは、腐りやすいので、さし穂をとったらすぐにはささずに1日ほど乾かしておくか、あるいは乾いた土にさし、すぐには水やりをしないで翌日行う。

## 系統
園芸では、次の四つの系統に頒けている。
1. ゼラニウム： 一般にゼラニウムと呼ぶのは、四季咲き性のもので、日本で栽培されているのは大半はこの系統である。花色などのバリエーションが多い。
2. ペラルゴニウム: 一般にゼラニウムより高性で、初夏から夏にかけて開花する。欧米では花壇用に栽培されているが、日本にはあまり出回っていない。
3. アイヴィ・ゼラニウム: つた葉のゼラニウムで、半蔓性になる。
4. センテッド・ゼラニウム: scented geranium りんご・みかん・ばらなどの香りがある系統で、近年ハーブとして愛好者が増えている。

## 利用
テンジクアオイ属の多くは、かつて南アフリカで下痢止めとして利用された。胃炎や神経痛、発熱、月経不順、通経剤、堕胎薬として用いられた品種もある。抽出物が強い抗微生物活性を持つものもあり、現在でもハーブ薬などに利用されている。
シトー教会の創始者聖ロバートが、ペスト流行のときゼラニウムの野生種を治療薬に用いたといわれている。その名から、ハーブ・ロバートという品種がある。
- Pelargonium sidoides　（総合感冒薬）

ローズゼラニウムは元々香料用に栽培されていたが、初期のアロマセラピストが古いイギリスの本草書にあるヒメフウロ（姫風露、学名：Geranium robertianum L.）の情報を誤って転用したため、精油を用いた補完・代替医療であるアロマセラピーでも広く利用されている。下痢止めとしての効能は、主にタンニンやフラボノイドなどの水溶性成分に起因するが、精油には水溶性成分は含まれない。そのため、精油を内服しても下痢止めの効能はない。精油の香りには鎮静と刺激、両方の効果があり、香りを嗅いでリラックスする場合と、逆の効果が現れる場合がある。比較的安全な精油であり、食品業界・化粧品業界で多用されているが、近年EUによって、非常に強い感作性を有するという評価がされた。
ゼラニウム精油の香りは、ローズ精油にも含まれているゲラニオールという成分による。そのため、ローズゼラニウム油は、ローズ油やローズ油の増量剤として用いられている。

### 逸話
イスラムでは、預言者マホメットが洗濯をしていたときの逸話が伝わっている。マホメットが衣類を川で洗濯し、そのあたりに生えていた植物の上に乾かしたまま、うとうと居眠りを始めた。ふと目が覚め、何気なく衣類を取り上げようとしたところ、かけたときとは全く違う花が、頭を高くもたげていた。それは、真っ赤な花をいくつもつけ、芳しい香りを放つゼラニウム。マホメットの徳をたたえるために、天が創造したものだという説がある。

## 画像

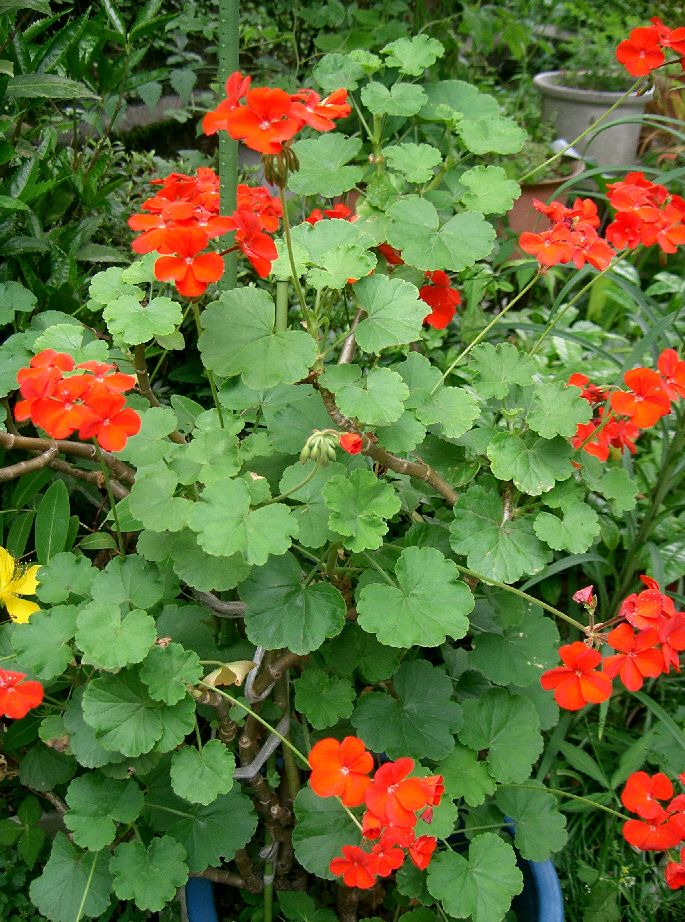
テンジクアオイ属の1種（園芸上のゼラニウム）
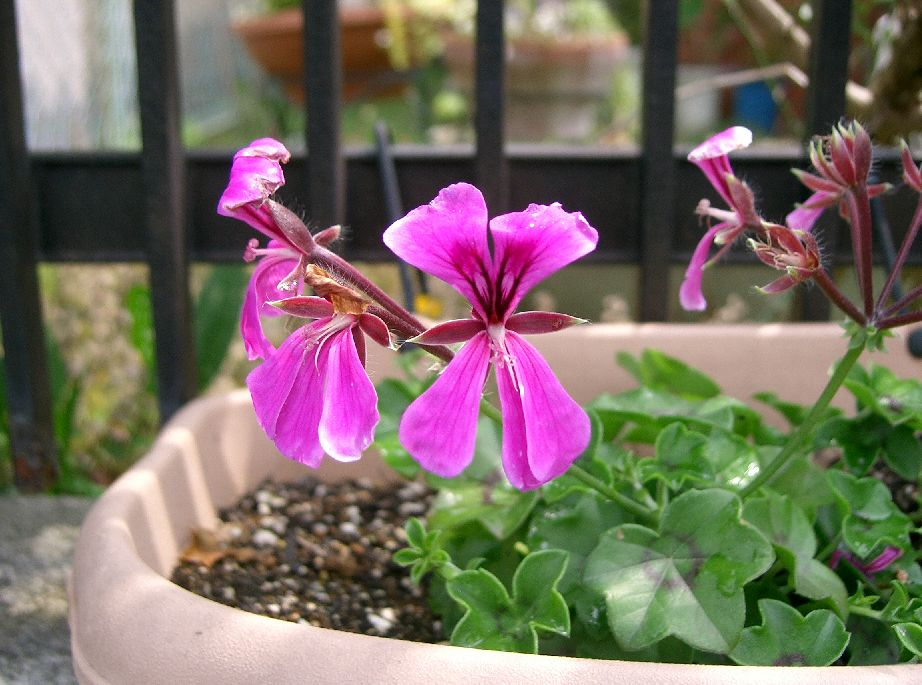
テンジクアオイ属の1種（アイビーゼラニウム）
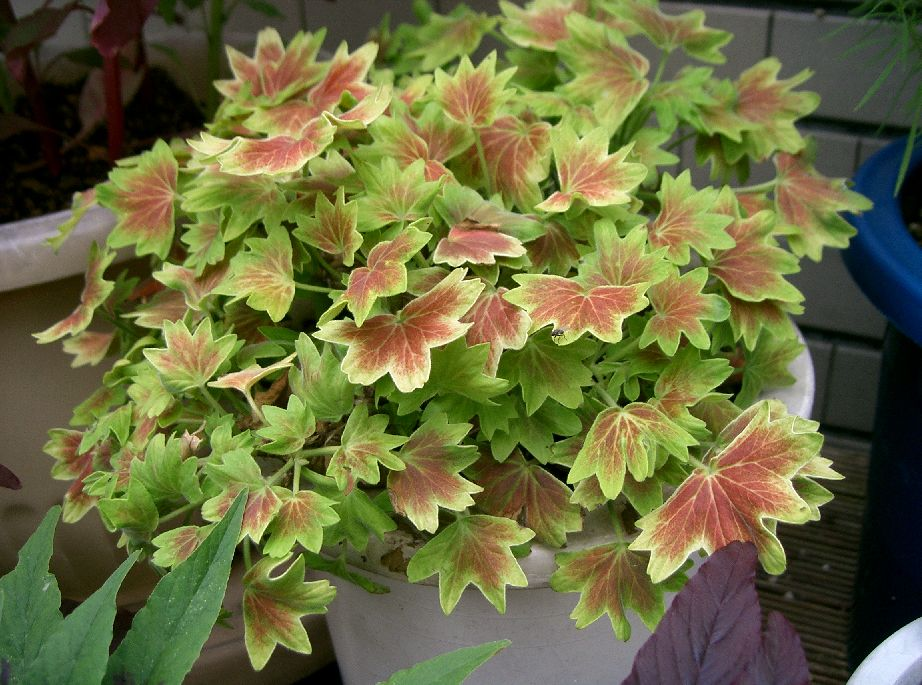
テンジクアオイ属の1種（モミジバゼラニウム）
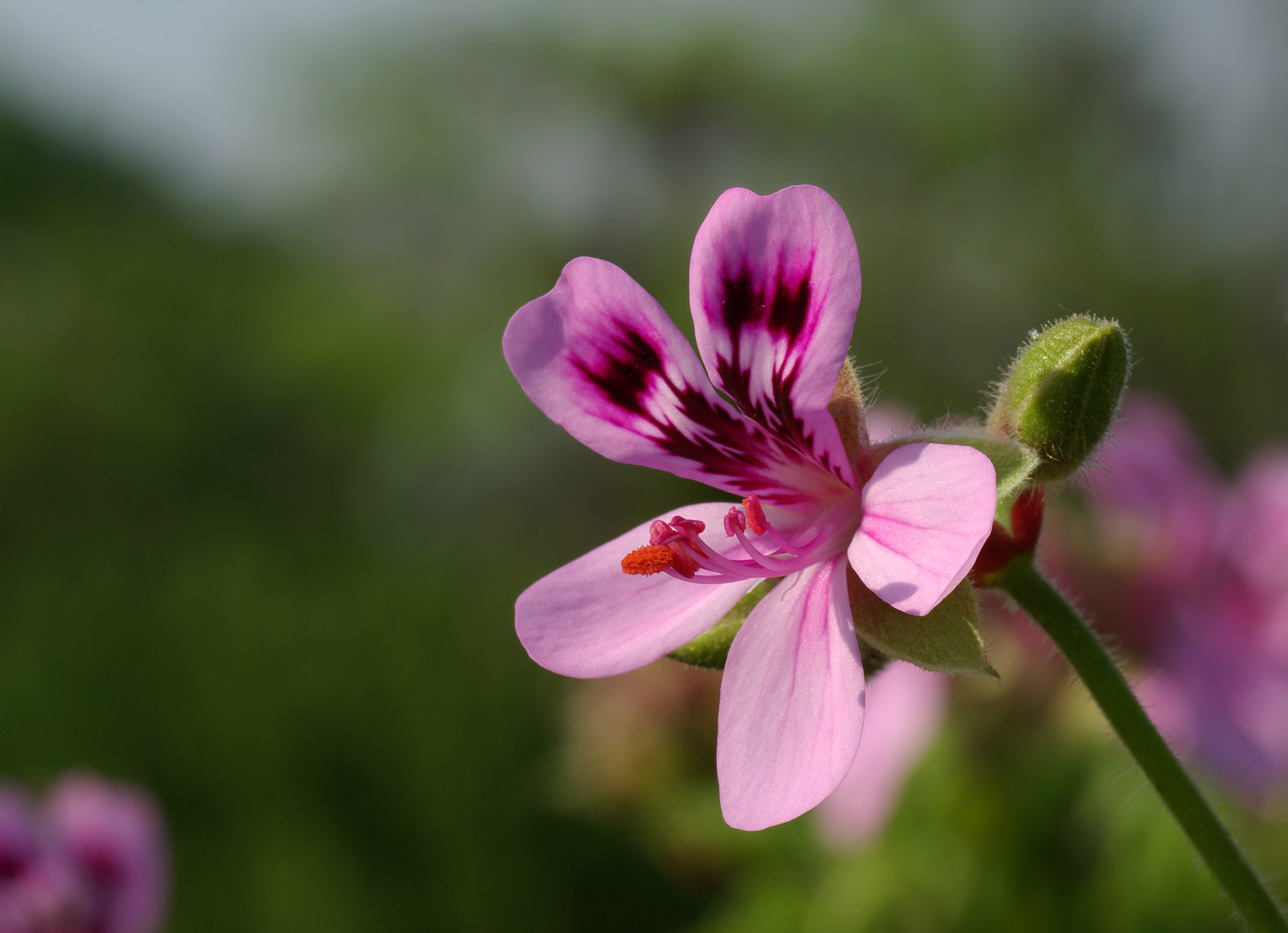
テンジクアオイ属の1種（フェアエレン）
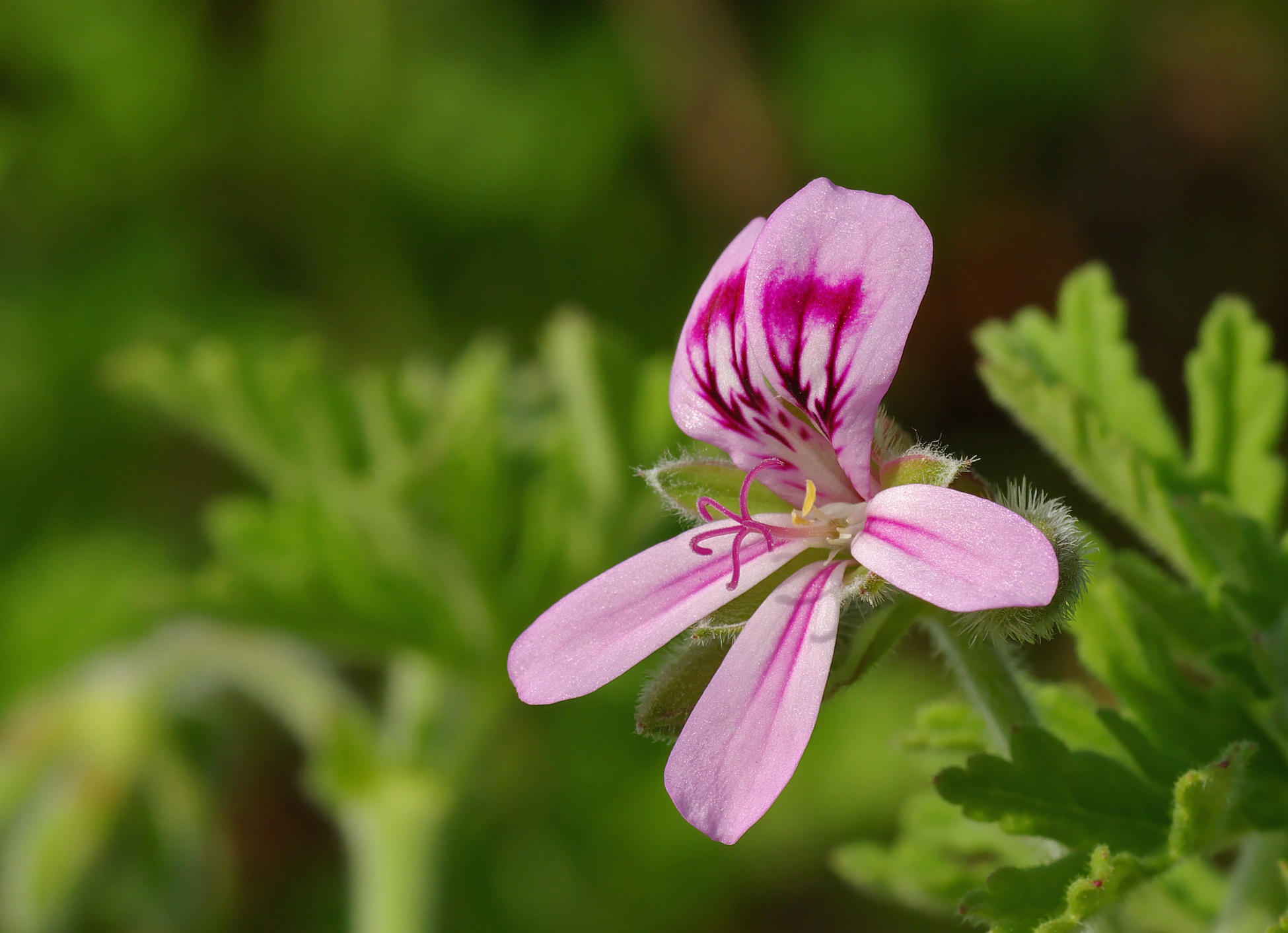
テンジクアオイ属の1種（ローズゼラニウム）
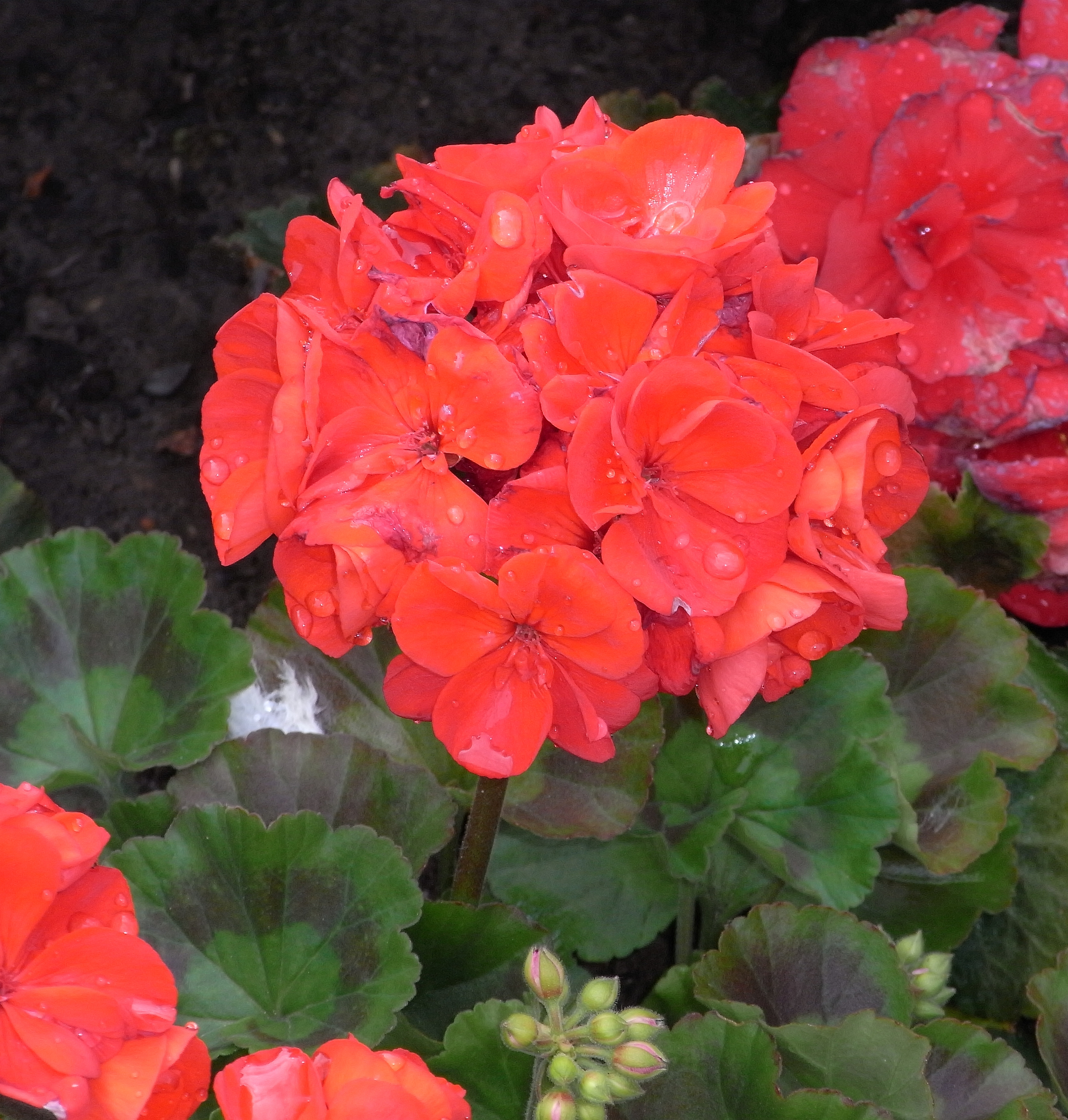